# تشارلز هربرت ألين
تشارلز هربرت ألين (بالإنجليزية: Charles Herbert Allen)‏ هو سياسي أمريكي، ولد في 15 أبريل 1848 في الولايات المتحدة، وتوفي في 20 أبريل 1934 في نفس البلد. حزبياً، نشط في الحزب الجمهوري.

## مناصب
- انتخب عضو مجلس ولاية ماساتشوستس.
- انتخب حاكم بورتوريكو ( – 15 سبتمبر 1901).
- انتخب عضو مجلس نواب ماساتشوستس.
- انتخب عضو مجلس النواب الأمريكي (4 مارس 1885 – 3 مارس 1889).